# USS LST-833
O USS LST-833 foi um navio de guerra norte-americano da classe LST que operou durante a Segunda Guerra Mundial.